# Eslovenia en los Juegos Olímpicos de París 2024
Eslovenia estuvo representada en los Juegos Olímpicos de París 2024 por un total de 90 deportistas que compitieron en 15 deportes. Responsable del equipo olímpico es el Comité Olímpico Esloveno, así como las federaciones deportivas nacionales de cada deporte con participación.
Los portadores de la bandera en la ceremonia de apertura fueron el piragüista Benjamin Savšek y la jugadora de balonmano Ana Gros.

## Medallistas
El equipo olímpico de Eslovenia obtuvo las siguientes medallas:
| Nombre         | Deporte  | Competición    |
| -------------- | -------- | -------------- |
| Oro            |          |                |
| Janja Garnbret | Escalada | Combinada F    |
| Andreja Leški  | Judo     | –63 kg F       |
| Plata          |          |                |
| Toni Vodišek   | Vela     | Formula Kite M |
| Bronce         |          |                |
| —              |          |                |